# Lotte (1928)
Lotte ist ein deutscher Stummfilm aus dem Jahre 1928 von Carl Froelich mit Henny Porten in der Titelrolle.

## Handlung
Die altjüngferliche Lotte, Tochter des Burgkastellans Süßkind, hat ihre besten Jahre längst hinter sich. Die ständige rohe Behandlung und körperliche wie seelische Pein durch Stiefmutter Amalie Süßkind haben sie frühzeitig altern lassen. Außer zu ein paar nicht minder verhärmten Menschen aus dem Altenheim nebenan wie der ehemaligen Hofschauspielerin Anita Negrelli, der ehemaligen Hebamme Frau Wehmut und dem ehemaligen Schlosser Möricke hat sie keinerlei Kontakte. Besonders Möricke, der durch das harte Leben zum Trinker und Bettler abstieg, ist Lotte ein vertrauensvoller Freund geworden. Eines Tages taucht der Schlossherr der halbverfallenen Burgruine, die ihr Vater verwaltet, Baron Harald von Lindenberg, auf. Er lebt in Berlin mehr schlecht als recht von den Einnahmen als Eintänzer (Gigolo) und von den Eintrittsgeldern, die die Besichtigungen der Anlage durch Touristen einbringen. Lotte kennt Harald noch aus ihrer Kindheit, als beide, damals noch befreit von jeder seelischen Last, eine schöne gemeinsame Zeit als Freunde verbrachten.
Die alten Gefühle zweier mittlerweile gereifter Kinder füreinander erwachen erneut, und zwei einsame Herzen finden zueinander. Doch während Lotte ihre allerletzten Hoffnungen auf ein spätes Glück in diese Beziehung setzt, ist Lotte für den Mann auf kurzem Heimatbesuch nur eine kleine Reminiszenz an einst, eine nette Tändelei und hübsche Abwechslung. Die Konsequenzen für Lotte sind weitreichend, sie ist von Graf Harald schwanger geworden. Wieder einmal zeigt sich ihre Stiefmutter als böser Besen und weist die Schwangere aus dem Haus. Jetzt aber erweisen sich ihre alternden Mitverlierer-Freunde als wahre Stütze. Schlosser Möricke ist deutlich wohlhabender als gedacht und erwirbt kurzerhand das zum Verkauf stehende Lindenberg-Schloss. Er findet, dass Lottes Kind, ein strammer Sohn, ein wirkliches Heim haben sollte. Er knöpft sich auch Lindenberg vor und verlangt von ihm als ein Mann von Ehre, dass er zumindest Lotte pro forma heiratet, damit der Sohn nicht unehelich sei. Tatsächlich finden die beiden doch noch zueinander und werden dem Kleinen gute Eltern sein.

## Produktionsnotizen
Lotte entstand bis Ende Februar 1928, passierte die Filmzensur am 2. April desselben Jahres und wurde am 18. April 1928 uraufgeführt. Der Sechsakter war 2544 Meter lang. In Österreich lief er unter dem Titel Die Schloßherrin vom Rhein.
Porten-Ehemann und Mitproduzent Wilhelm von Kaufmann übernahm auch die Produktionsleitung. Die Filmbauten gestaltete Franz Schroedter.

## Kritiken
Im Kino-Journal hieß es knapp: “Viel Stimmung, ein warmer Gefühlsunterton und anheimelnde Landschaftsbilder vereinigen sich zum Behagen auslösender Gesamtwirkung.”
Das Tagblatt befand: “Carl Froelich führt die Regie mit jener Gewissenhaftigkeit, die bis ins kleinste Detail der Szene und landschaftlichen Stimmung geht.”